# 富士ゴルフコース
富士ゴルフコース（ふじゴルフコース）は、山梨県南都留郡山中湖村にあるゴルフコース。富士急行株式会社のグループ企業であるハイランドリゾート株式会社によって運営されている。

## 概要
1933年（昭和8年）頃、「富士山麓電気鉄道株式会社」（現・富士急行株式会社）の社長・堀内良平は、山中湖近くの梨ケ原に約300万坪の県有地を借地していたが、遊休だったため有効活用が出来ないかと株式会社読売新聞社の社長・品川主計に相談したことに始まる。
品川主計は堀内良平に、多摩川湖畔に「六郷ゴルフ俱楽部」（1932年（昭和7年）開場、設計・不詳）を開場させた安達貞市を紹介した。堀内良平が動いた理由は、遊休地のため山梨県から借地権解消の話が出ていたからだった。
梨ケ原の借地の県有地は、富士山や山中湖を望む雄大な景観を持つ高原である。安達貞市は、用地を区分けして別荘分譲地にする提案をした。別荘地を購入すると、借地権を譲り受けることになり、会社は分譲収入を得て建設資金に充てることが出来る。発案者の安達は分譲地の第1号を購入し、白樺を門柱代わりにした日本草庵を造った。1934年（昭和9年）、分譲地の造成工事が山梨県南都留郡中野村山中の27万坪で着工され、労力は全て地元民に頼ったという。
新たなゴルフ場の建設に向けて、コース設計は株式会社明石製作所の創業者・明石和衛が行い、1935年（昭和10年）8月1日、「富士ゴルフ場」として9ホールで開場した。翌年８月には9ホールが追加され、18ホール、距離6,811ヤード、パー72のゴルフ場が開場された。クラブハウスを手掛けたのは安田講堂などを設計した岸田日出刀で、キャッチコピーは「眉間に富士、脚下に山中湖を眺むる絶景」であった。入会金は正会員100円、年会費20円。特別会員は入会金300円を支払えば別荘地360坪の借地権がついて来、コースを取り巻くように数十棟の別荘が立ち並び「ゴルフ村」を形成した。尚、現在では関東で7番目に古いゴルフコースとなっており、1954年に大富士ゴルフ場（同じく富士急グループ）が出来るまでは富士山麓唯一のゴルフ場だった。
1933年（昭和8年）、会員制としてオープンした際は、会員に鳩山一郎や大谷光明などがいた。その後、1935年（昭和10年）8月1日よりパブリックコース化された。1946年（昭和21年）、進駐軍に接収された。山梨県内では唯一戦前から存在するゴルフコースであり、当時のプレー料は3円、キャディー料は40銭であった。
1960年（昭和35年）、山梨県に二番めのゴルフ場が出来るまでは、山梨県唯一のゴルフ場であった。
サイバーメディア社が主催するJapan Brand Collectionにおいて、コース設計・サービスなどの面から高い評価を受け、プロゴルファー・丸山茂樹が選ぶ日本のPremiuｍ Golf Club Best 72に山梨県から唯一選出されている。

## 所在地
〒401-0501 山梨県南都留郡山中湖村山中262-1

## コース情報
- 開場日 - 1935年8月1日
- 設計者 - 明石 和衛
- コースタイプ - 丘陵コース
- コース - 18ホールズ、パー72、6,792ヤード、コースレート61.6
- フェアウェー - 洋芝
- ラフ - ノシバ
- グリーン - 2グリーン、ベント（ペンクロス）
- ラウンドスタイル - キャディ付セルフの選択制、歩いてのラウンド、セルフプレーの場合2人乗り乗用カート使用、希望によりツーサム可
- 練習場 - 7打席60ヤード
- 休場日 - 無し、冬季クローズ12月中旬～3月下旬まで[6]

## ギャラリー
- コース - [7]
- ハウス - [8]

## 交通アクセス
鉄道
- 御殿場線（JR東海） - 御殿場駅より タクシー利用 約30分
- 富士山麓電気鉄道富士急行線 - 富士山駅より タクシー利用 約25分[9]

道路
- 東富士五湖道路 - 山中湖ICより 5.1Km[9]

## エピソード
- 「富士ゴルフコース」のコース設計を行った明石和衛は、「東京ゴルフ倶楽部・駒沢コース」（1914年（大正3年）開場、1941年（昭和16年）閉鎖）のメンバーでハンデキャップ8の腕前だった[1]。
- 安倍晋三内閣総理大臣も愛用しており、首相就任後確認されているだけでも13回（2019年7月29日時点）に及んでいる[10]。

## 関連文献
- 『ゴルフ場ガイド 東版』、2006-2007、「富士ゴルフコース」、東京 ゴルフダイジェスト社、2006年5月
- 『美しい日本のゴルフコース BEAUTIFUL GOLF CULTURE IN JAPAN 日本のゴルフ110年記念 ゴルフは日本の新しい伝統文化である』、ゴルフダイジェスト社「美しい日本のゴルフコース」編纂委員会編、「山中湖畔の県有地300万坪の借地権解消回避策としてゴルフ場を計画」、東京 ゴルフダイジェスト社、2013年12月